# Wushan
Wushan (en chino, 巫山; pinyin, Wūshān) es un condado bajo la administración directa de la Municipalidad de Chongqing en la  República Popular China.  Su área es de 2953 km² y su población total para 2007 superó los 615 mil habitantes.

## Administración
Desde julio de 2020, el  condado Wushan se divide en 26 pueblos que se administran en 2 subdistritos,  11 poblados, 11 villas y 2 villas étnicas.